# 马过河
马过河，也称仁里河，是中国云南省西北部，是金沙江左岸支流。源流称纸坊沟，发源于宁蒗彝族自治县永宁坪乡塔二波仁（塔尔波忍）山东麓，南流至昔腊坪村二道坪以南潜入地下，于抓马坪村出鱼河以北复出后称出鱼河，向西南流入永胜县境内后又称双河，于六德傈僳族彝族乡西北右纳仙人河后转东南流，以下干流始称“马过河”，经六德乡和仁和镇后于汇源村河门口汇入金沙江左岸。河长85.8千米，流域面积1380平方千米，平均比降18.8‰，年均流量17立方米每秒。自然落差2297米。水能理论蕴藏量11万千瓦。